# جائزة التشيك الكبرى للدراجات النارية 2006
جائزة التشيك الكبرى للدراجات النارية 2006 هو سباق دراجات نارية أقيم بتاريخ 20 أغسطس 2006. كان الجولة الثانية عشر من أصل 17 في سباق الجائزة الكبرى للدراجات النارية موسم 2006. فاز الإيطالي لوريس كابيروسي بفئة الموتو جي بي بينما جاء الإيطالي فالنتينو روسي في المركز الثاني وحصل على المركز الثالث الإسباني داني بيدروسا.

## وصلات خارجية
- الموقع الرسمي